# Скијашко трчање на Зимским олимпијским играма 2014.
Такмичење у скијашком трчању на Зимским олимпијским играма 2014. у Сочију, одржано је од 8. до 23. фебруара 2014. на комплексу за скијашко трчање и биатлон Лаура у Красној Пољани, Краснодарском крај 60 км удаљеној од Сочија у Русији.
Скијашко трчање у мушкој конкуренцији је део олимпијских такмичења од првих Зимских олимпијских игара 1924. у Шамонију, док су женска такмичења почела од шестих Игара 1952. у Ослу.

## Земље учеснице
За такмичење у скијашком трчању пријављено је 310 такмичара из 54 земље. Чиле ће имати деби у овом спорту. Доминика се први пут квалификовала за Зимске олимпијске игре, а њених двоје такмичара ће учествовати у скијашком трчању. Индијски такмичари ће учествовали као независни учесници са олимпијском заставом, јер је Олимпијски кометиет Индије тренутно суспендован од стране МОК.
1. Аргентина 1
2. Јерменија 3
3. Аустралија 4
4. Аустрија 8
5. Белорусија 6
6. Бермуди 1
7. Босна и Херцеговина 2
8. Бразил 2
9. Бугарска 4
10. Канада 12
11. Чиле 1
12. Кина 4
13. Хрватска 2
14. Чешка 10
15. Данска 1
16. Доминика 2
17. Естонија 7
18. Финска 17
19. Француска 15
20. Немачка 18
21. Уједињено Краљевство 4
22. Грчка 2
23. Мађарска 2
24. Исланд 1
25. Независни учесници 1
26. Иран 2
27. Ирска 1
28. Италија 16
29. Јапан 6
30. Казахстан 11
31. Јужна Кореја 2
32. Летонија 3
33. Лихтенштајн 1
34. Литванија 2
35. Луксембург 1
36. Република Македонија 2
37. Молдавија 2
38. Монголија 2
39. Непал 1
40. Норвешка 20
41. Перу 1
42. Пољска 10
43. Румунија 3
44. Русија 20
45. Словачка 4
46. Словенија 10
47. Србија 3
48. Шпанија 3
49. Шведска 19
50. Швајцарска 14
51. Того 1
52. Турска 2
53. Украјина 8
54. Сједињене Америчке Државе 14

## Дисциплине
На играма у Сочији 2014. било је дванаест дисциплина у скијашком трчању, шест мушких и шест женских.
| Мушкарци                     | Жене                         |
| ---------------------------- | ---------------------------- |
| 15 км класично појединачно   | 10 км класично појединачно   |
| Спринт слободно              | Спринт слободно              |
| Потера 30 км мешовити        | Потера 15 км мешовито        |
| Спринт класично екипно       | Спринт класично екипно       |
| Масовни старт слободно 50 км | Масовни старт слободно 30 км |
| Штафета 4 x 10 км            | Штафета 4 x 5 км             |

## Распоред такмичења
| Датум  | Старт                 | Финиш | Дисциплина |                                       |
| ------ | --------------------- | ----- | ---------- | ------------------------------------- |
| Дан 2  | Субота, 8. фебруар    | 14:00 | 14:50      | Потера жене                           |
| Дан 3  | Недеља, 9. фебруар    | 14:00 | 15:45      | Потера мушкарци                       |
| Дан 5  | Уторак, 11. фебруар   | 14:00 | 15:00      | Спринт квалификације, мушкарци и жене |
| Дан 5  | Уторак, 11. фебруар   | 16:00 | 17:30      | Спринт финале, мушкарци и жене        |
| Дан 7  | Четвртак, 13. фебруар | 14:00 | 15:30      | Појединачно, жене                     |
| Дан 8  | Петак, 14. фебруар    | 14:00 | 15:45      | Појединачно, мушкарци                 |
| Дан 9  | Субота, 15. фебруар   | 14:00 | 15:15      | Штафета жене                          |
| Дан 10 | Недеља, 16. фебруар   | 14:00 | 16:15      | Штафета мушкарци                      |
| Дан 13 | Среда, 19. фебруар    | 13:15 | 14:15      | Спринт екипно жене                    |
| Дан 15 | Среда, 19. фебруар    | 15:45 | 16:45      | Спринт екипно мушкарце                |
| Дан 16 | Субота, 22. фебруар   | 13:30 | 15:15      | Масовни старт жене                    |
| Дан 17 | Недеља, 23. фебруар   | 11:00 | 13:45      | Масовни старт мушкарци                |

## Освајачи медаља

### Мушкарци
| Дисциплина                |                                                                         | Резултат  |                                                                                         | Резултат  |                                                                                 | Резултат  |
| 15 км класично детаљи     | Дарио Колоња · Швајцарска                                               | 38:29,7   | Јохан Олсон · Шведска                                                                   | 38:58,2   | Данијел Рикардсон · Шведска                                                     | 39:08,5   |
| 30 км потера детаљи       | Дарио Колоња · Швајцарска                                               | 1:08:15,4 | Маркус Хелнер · Шведска                                                                 | 1:08:15,8 | Мартин Јонсруд Сундби · Норвешка                                                | 1:08:16,8 |
| 50 км слободно детаљи     | Александар Легков · Русија                                              | 1:46:55,2 | Максим Вилежањин · Русија                                                               | 1:46:55,9 | Иља Черноусов · Русија                                                          | 1:46:56,0 |
| Штафета 4 х 10 км детаљи  | Ларс Нелсон · Данијел Рикардсон · Јохан Олсон · Маркус Хелнер · Шведска | 1:28:42,0 | Дмитри Јапаров · Александар Бесмјертних · Александар Легков · Максим Вилежањин · Русија | 1:29:09,3 | Жан-Марк Гајар · Морис Манифика · Робен Дивијар · Иван Перија Боате · Француска | 1:29:13,9 |
| Спринт појединачно детаљи | Оле Виген Хатестед · Норвешка                                           | 3:38,39   | Теодор Петерсон · Шведска                                                               | 3:39,61   | Емил Јенсон · Шведска                                                           | 3:58,13   |
| Спринт екипно детаљи      | Иво Никсанен · Сами Јаухојерви · Финска                                 | 23:14,89  | Максим Вилежањин · Никита Крјуков · Русија                                              | 23:15,86  | Емил Јенсон · Теодор Петерсон · Шведска                                         | 23:30,.01 |

### Жене
| Дисциплина                |                                                                  | Резултат  |                                                                                | Резултат  |                                                                        | Резултат  |
| 10 км класично детаљи     | Јустина Ковалчик · Пољска                                        | 28:17,8   | Шарлоте Кала · Шведска                                                         | 28:36,2   | Терезе Јохав · Норвешка                                                | 28:46,1   |
| 15 км потера детаљи       | Марит Бјерген · Норвешка                                         | 38:33,6   | Шарлоте Кала · Шведска                                                         | 19:11,6   | Хејди Венг · Норвешка                                                  | 19:12,0   |
| 30 км слободно детаљи     | Марит Бјерген · Норвешка                                         | 1:11:05.2 | Терезе Јохав · Норвешка                                                        | 1:11:07.8 | Кристи Стермер Стејра · Норвешка                                       | 1:11:28.8 |
| Штафета 4 х 5 км детаљи   | Ида Ингемарсдотер · Ема Вићен · Ана Хог · Шарлоте Кала · Шведска | 53:02,7   | Ана Киленен · Ајно-Кајса Саринен · Керту Нисканен · Криста Лехтенмеки · Финска | 53:03,2   | Никол Фесел · Стефани Белер · Клаудија Ништад · Дениз Херман · Немачка | 53:03,6   |
| Спринт појединачно детаљи | Мајкен Касперсен Фала · Норвешка                                 | 2:35,48   | Ингвилд Флугстад Естберг · Норвешка                                            | 2:35,87   | Весна Фабјан · Словенија                                               | 2:35,89   |
| Спринт екипно детаљи      | Ингвилд Флугстад Естберг · Марит Бјерген · Норвешка              | 16:04,05  | Ајно-Кајса Саринен · Керту Нисканен · Финска                                   | 16:13,14  | Ида Ингемарсдотер · Стина Нилсон · Шведска                             | 16:23,82  |

## Биланс медаља
| Медаље земље домаћина |

|    | Држава     |   |   |   |    |
| -- | ---------- | - | - | - | -- |
| 1. | Швајцарска | 2 | 0 | 0 | 2  |
| 2. | Шведска    | 1 | 3 | 3 | 7  |
| 3. | Русија     | 1 | 3 | 1 | 5  |
| 4. | Норвешка   | 1 | 0 | 1 | 2  |
| 5. | Финска     | 1 | 0 | 0 | 1  |
| 6. | Француска  | 0 | 0 | 1 | 1  |
|    | Укупно (6) | 6 | 6 | 6 | 18 |

|    | Држава     |   |   |   |    |
| -- | ---------- | - | - | - | -- |
| 1. | Норвешка   | 4 | 2 | 3 | 9  |
| 2. | Шведска    | 1 | 2 | 1 | 4  |
| 3. | Пољска     | 1 | 0 | 0 | 1  |
| 4. | Финска     | 0 | 2 | 0 | 2  |
| 5. | Немачка    | 0 | 0 | 1 | 1  |
| 5. | Словенија  | 0 | 0 | 1 | 1  |
|    | Укупно (6) | 6 | 6 | 6 | 18 |

|    | Држава     |    |    |    |    |
| -- | ---------- | -- | -- | -- | -- |
| 1. | Норвешка   | 5  | 2  | 4  | 11 |
| 2. | Шведска    | 2  | 5  | 4  | 11 |
| 3. | Швајцарска | 2  | 0  | 0  | 2  |
| 4. | Русија     | 1  | 3  | 1  | 5  |
| 5. | Финска     | 1  | 2  | 0  | 3  |
| 6. | Пољска     | 1  | 0  | 0  | 1  |
| 7. | Немачка    | 0  | 0  | 1  | 1  |
| 7. | Француска  | 0  | 0  | 1  | 1  |
| 7. | Словенија  | 0  | 0  | 1  | 1  |
|    | Укупно (9) | 12 | 12 | 12 | 36 |

|     | Такмичар/ка              | Земља      |   |   |   |   |
| --- | ------------------------ | ---------- | - | - | - | - |
| 1.  | Марит Бјерген            | Норвешка   | 3 | 0 | 0 | 3 |
| 2.  | Дарио Колоња             | Швајцарска | 2 | 0 | 0 | 2 |
| 3.  | Шарлоте Кала             | Шведска    | 1 | 2 | 0 | 3 |
| 4.  | Ингвилд Флугстад Естберг | Норвешка   | 1 | 1 | 0 | 2 |
| 4.  | Александар Легков        | Русија     | 1 | 1 | 0 | 2 |
| 4.  | Јохан Олсон              | Шведска    | 1 | 1 | 0 | 2 |
| 4.  | Маркус Хелнер            | Шведска    | 1 | 1 | 0 | 2 |
| 8.  | Ида Ингемарсдотер        | Шведска    | 1 | 0 | 1 | 2 |
| 8.  | Данијел Рикардсон        | Шведска    | 1 | 0 | 1 | 2 |
| 10. | Максим Вилежањин         | Русија     | 0 | 3 | 0 | 3 |
| 11. | Ајно-Кајса Саринен       | Финска     | 0 | 2 | 0 | 2 |
| 11. | Керту Нисканен           | Финска     | 0 | 2 | 0 | 2 |
| 13. | Терезе Јохав             | Норвешка   | 0 | 1 | 1 | 2 |
| 13. | Теодор Петерсон          | Шведска    | 0 | 1 | 1 | 2 |
| 15. | Емил Јенсон              | Шведска    | 0 | 0 | 2 | 2 |